# Devi dirmi di sì/La controsamba
Devi dirmi di sì/La controsamba è il 125° singolo di Mina, pubblicato nel 1983 dall'etichetta privata dell'artista PDU e distribuito dalla EMI Italiana.

## Il disco
Come il singolo precedente viene inciso in estate, ma, pubblicato a novembre, non riesce ad anticipare l'album doppio Mina 25 da cui è estratto.
La fotografia di copertina proviene dalle sessioni del servizio di Mauro Balletti per l'album Salomè, prima dell'applicazione della barba al volto della cantante. In una delle due copertine realizzate, si scorge la sagoma del fotografo riflessa negli occhiali.
Devi dirmi di sì, arrangiata da Massimiliano Pani, è stata sigla del primo ciclo della trasmissione televisiva Trent'anni della nostra storia (regia di Enzo Dell'Aquila), andata in onda da metà novembre 1983 a inizio febbraio 1984.
Anche grazie alla televisione, nello stesso periodo il singolo raggiunge l'ottavo posto nella classifica settimanale e tra il 1983 e il 1984 sarà il 50° tra i più venduti.
Arrangiamento e direzione orchestrale del lato B sono di Celso Valli.

## Tracce
Lato A
1. Devi dirmi di sì – 4:15 (testo: Massimiliano Pani, Valentino Alfano – musica: Massimiliano Pani, Piero Cassano; edizioni musicali PDU, Fun House)

Lato B
1. La controsamba – 5:04 (testo: Giorgio Calabrese – musica: Celso Valli; edizioni musicali PDU, Katmandu)